# (9024) Gunnargraps
(9024) Gunnargraps est un astéroïde de la ceinture principale.

## Description
(9024) Gunnargraps est un astéroïde de la ceinture principale. Il fut découvert le 5 septembre 1988 à La Silla par Henri Debehogne. Il présente une orbite caractérisée par un demi-grand axe de 2,25 UA, une excentricité de 0,17 et une inclinaison de 2,5° par rapport à l'écliptique.